# Vicente Giner
Vicente Giner est un peintre baroque espagnol spécialisé dans la peinture architecturale, des capricci, des vedute, né à Castellón de la Plana, près de Valence, vers 1636, et mort à Rome le 5 septembre 1681.

## Biographie

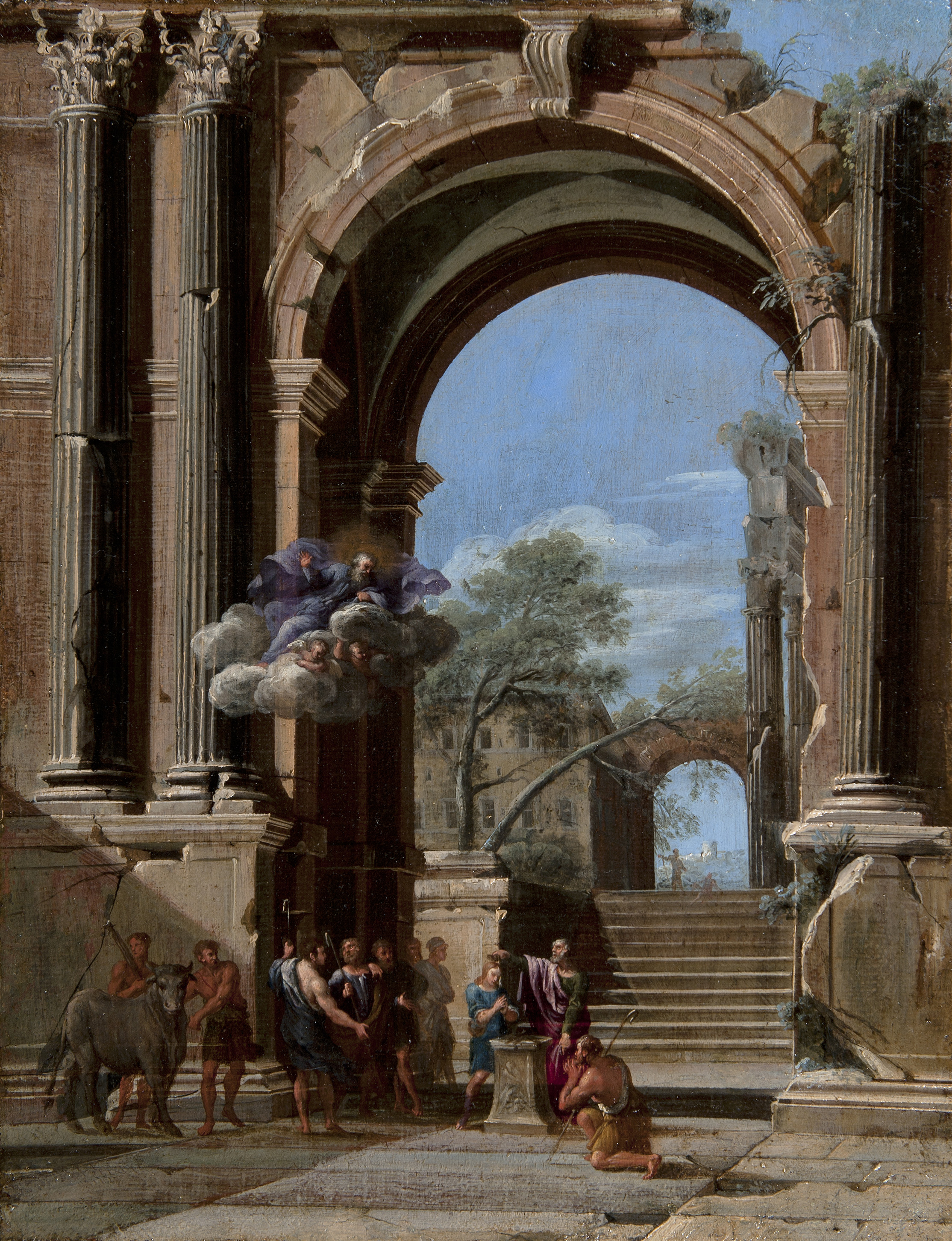
Saint Pierre baptisant un centurion avec l'arc de Titus
L'architecture est de Niccolò Codazzi

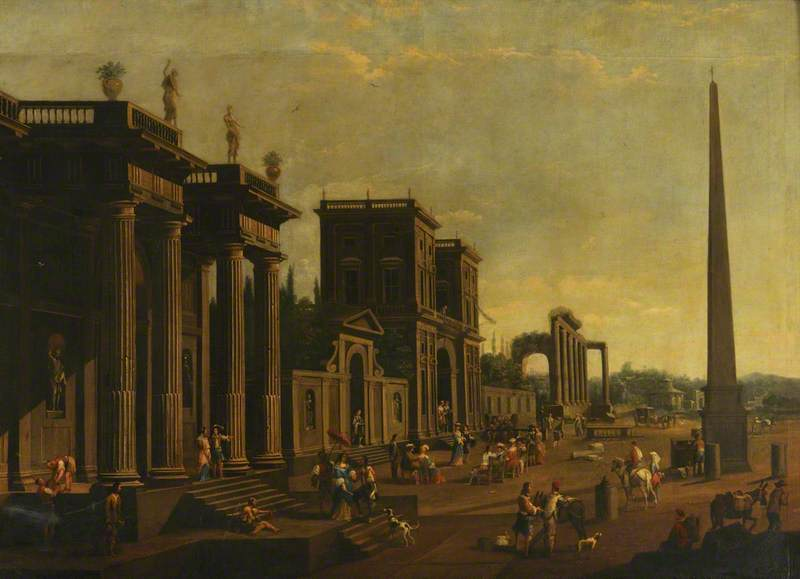
Architecture imaginaire avec des personnages et un obélisque
Vyne Estate, Hampshire

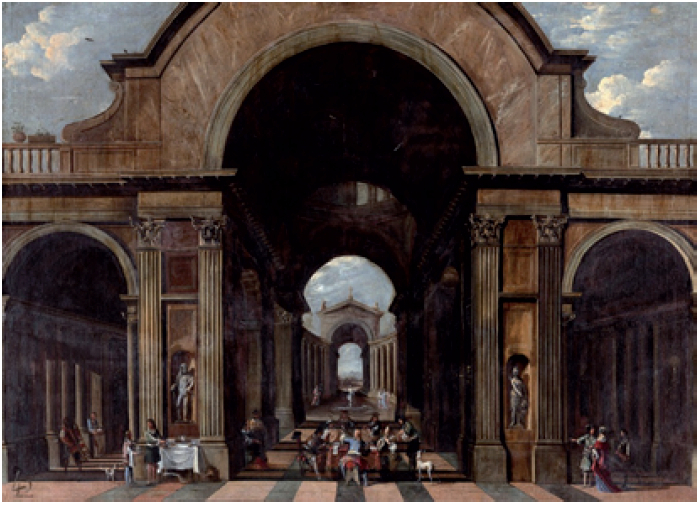
Intérieur d'une basilique avec des musiciens donnant un concert
Musée des beaux-arts de Valence

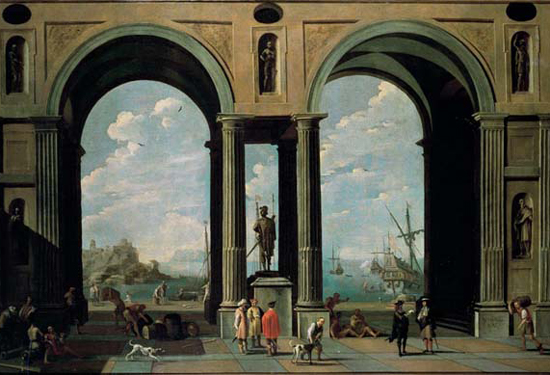
Perspective avec un port
Banque d'Espagne

### Vicente Giner prêtre
Vicente Giner est le fils de Bernabé Giner et d'Ángela Musseos. Il a étudié la théologie à Tortosa , siège du diocèse auquel appartenait Castellón. En juin 1651, alors qu'il avait environ quinze ans, le peintre Urbano Fos lui a prêté quarante-cinq livres pour s'habiller et se rendre à Tortosa. À ce moment-là, il devait déjà avoir de petites commandes. En septembre de la même année, Giner a rendu le prêt. C'est la seule preuve documentaire qui reste de son séjour en Espagne.
On sait qu'il était déjà à Rome en mai 1672, puisqu'à cette époque il accorda à son neveu José Giner un pouvoir pour vendre en son nom n'importe lequel de ses biens en Espagne. Dans ce document, Giner prétend être un prêtre, originaire de l'évêché de Tortosa et résidant dans une maison du Rione di Campo Marzio, à Rome. Peu de temps après, en 1675, il a révoqué ce pouvoir et en a accordé un nouveau avec le même but à sa sœur Gaudencia, religieuse au couvent de Santa Clara à Castellón.
En 1680, l'artiste vivait comme locataire dans le Palazzo Bonesi, Via Gregoriana, aux côtés d'autres membres du clergé, pour la plupart espagnols. À la fin de 1680, il est admis à la congrégation romaine des virtuoses au Panthéon. Il a rédigé avec Sebastián Muñoz une pétition adressée à Gaspar Méndez de Haro, 7e marquis de Carpio et ambassadeur d'Espagne à Rome, par un groupe de peintres espagnols, pour la création d'une Académie espagnole semblable à l'Académie de France à Rome, en proposant Francisco Herrera el Mozo comme directeur. L'ambassadeur était un des plus grands collectionneurs européens de tableaux. Il a accueilli favorablement cette proposition et l'a transmise à Charles II, mais sans succès. Madrid répondit qu'il devait essayer de répondre poliment aux pétitionnaires, mais que le Trésor n'avait pas les moyens d'entreprendre cette tâche à ce moment-là.
À Rome, son activité sacerdotale s'est concentrée sur l'hôpital de Santiago et San Ildefonso, pour les indigènes des royaumes de Castille, dont il fut un administrateur, et sur l' église de Santa María de Montserrat de los Españoles, dont il fut le conseiller des œuvres pieuses jusqu'à sa mort, le 5 septembre 1681. L'acte de décès, à l'âge de 45 ans, dans lequel il n'était pas mentionné comme peintre, lui donnait le titre de "sacerdos Hispanus". Il a été enterré dans la paroisse de Sant Andrea delle Fratte, près de son domicile. Dans le codicille testamentaire rédigé la veille de sa mort, il a déclaré ne posséder que quelques peintures en perspective, la plupart inachevées, avec lesquelles il voulait que ses dettes soient payées et que certaines soient données au chanoine Rodrigo Quintanilla, un autre résident, à qui il les devait.

### Vicente Giner peintre
On ne connaît de lui qu'un petit nombre de perspectives architecturales, comme celles citées dans le codicille testamentaire, animées de petits personnages dans le style de Viviano Codazzi. David R. Marshall, dans son étude sur les Codazzi, estime qu'il aurait pu se former vers la fin des années 1650, se chargeant de peindre les petits personnages des architectures feintes des Codazzi, père et fils.
Vicente Giner s'est spécialisé dans les perspectives architecturales imaginaires, avec des éléments classiques mêlés à d'autres purement fantaisistes, qui agissaient comme de grands ensembles peuplés de figures anecdotiques, sans aucune intention narrative. Il a rarement peint des scènes religieuses avec ces petites figures, comme dans le cas du Banquet du fils prodigue se trouvant dans une collection privée. Il a une certaine préférence pour les compositions symétriques et les vues frontales pour ses bâtiments, dessinés, comme dans le cas de Viviano Codazzi, avec un dessin précis et une utilisation habile de la lumière. Il y inclut des scènes quotidiennes dans lesquelles des personnages élégamment vêtus apparaissent aux côtés de gens ordinaires habillés simplement, à la manière des œuvres du groupe de peintres hollandais actifs à Rome de bambochades (Bamboccianti).
Lázaro Díaz del Valle, dont le manuscrit est daté de 1660, mentionnait déjà Vicente Giner, un peintre valencien qui « peignait des perspectives avec beaucoup de goût et d'intelligence », dont Juan Agustín Ceán Bermúdez s'est inspiré pour son Diccionario histórico de los más ilustres profesores de Bellas Artes en España.